# 追分町 (瀬戸市)
追分町（おいわけちょう）は、愛知県瀬戸市效範連区の町名。丁番を持たない単独町名である。

## 地理
- 瀬戸市の西部に位置する[8]。西を今池町、北を西追分町・進陶町・西十三塚町、東を京町、南を陶原町・共栄通と隣接している[8]。
- 北部を東西に国道が通り、南西部に市役所、南部に覚城寺がある[8]。

### 河川
- 瀬戸川[8] ： 町の南端、陶原町・共栄通との町境付近を西流している。
- 陣屋川（瀬戸川支流） ： 町の東端、京町との町境付近を南流し、町の南東端部で瀬戸川に注ぎ込んでいる。

- 瀬戸川（追分町・共栄通境）
- 陣屋川（追分町・京町境）
- 瀬戸川と陣屋川の合流点[注釈 1]

### 学区
市立小・中学校に通う場合、学区は以下の通りとなる。また、公立高等学校普通科に通う場合の学区は以下の通りとなる。
| 番・番地等 | 小学校             | 中学校             | 高等学校 |
| ---------- | ------------------ | ------------------ | -------- |
| 全域       | 瀬戸市立效範小学校 | 瀬戸市立南山中学校 | 尾張学区 |

## 歴史

### 町名の由来
昔の瀬戸村の街道は、この地で今村方面と水野村方面に分かれていたところから、この地名がつけられたといわれる。

### 沿革
- 1943年（昭和18年）8月9日 - 瀬戸市大字今字追分の一部により、同市追分町として成立[2]。

## 世帯数と人口
2024年（令和6年）1月1日現在の世帯数と人口は以下の通りである。
| 町丁   | 世帯数  | 人口  |
| ------ | ------- | ----- |
| 追分町 | 121世帯 | 259人 |

### 人口の変遷
国勢調査による人口の推移
| 1995年（平成7年）  | 193人 | [ 12 ] |  |
| 2000年（平成12年） | 156人 | [ 13 ] |  |
| 2005年（平成17年） | 135人 | [ 14 ] |  |
| 2010年（平成22年） | 288人 | [ 15 ] |  |
| 2015年（平成27年） | 298人 | [ 16 ] |  |
| 2020年（令和2年）  | 275人 | [ 17 ] |  |

### 世帯数の変遷
国勢調査による世帯数の推移。
| 1995年（平成7年）  | 73世帯  | [ 12 ] |  |
| 2000年（平成12年） | 66世帯  | [ 13 ] |  |
| 2005年（平成17年） | 61世帯  | [ 14 ] |  |
| 2010年（平成22年） | 123世帯 | [ 15 ] |  |
| 2015年（平成27年） | 120世帯 | [ 16 ] |  |
| 2020年（令和2年）  | 115世帯 | [ 17 ] |  |

## 交通

### 鉄道
町内を鉄道は走っていない。最寄り駅は、名鉄瀬戸線瀬戸市役所前駅になる。

### バス
名鉄バス「しなの線（瀬戸北線）」
- 【1】【1H】【2】【2H】新瀬戸駅 - 瀬戸駅前 - 古瀬戸 - しなのバスセンター - 上品野 系統

名鉄バス「東山線」
- 【16H】【17H】新瀬戸駅 - 瀬戸駅前 - 菱野団地（循環） - 瀬戸駅前 - 新瀬戸駅 系統

以上、2路線6系統共通 ： 瀬戸市役所北バス停
瀬戸市コミュニティバス「本地線」
- 陶生病院 - 瀬戸口駅 - 愛知医大 系統 ： 瀬戸市役所バス停

- 瀬戸市役所北バス停
- 瀬戸市役所バス停

### 道路
国道155号 ： 町の北部を東西に走っている。
- 国道155号標識（追分町内）

## 施設
- 瀬戸市役所[8] ：北庁舎・東庁舎・南庁舎の3つの庁舎からなる[18][注釈 3]。2014年（平成26年）に北庁舎を新築し、現在の形になる[20]。
- 覚城寺[8] ： 真言宗醍醐派[21]。1925年（大正14年）天台宗寺門派教分追分支部として教主小林種圓で設立[21]。本尊は法身体大日如来、弘法大師、不動明王[21]。
- 喫茶アカダマ ： 瀬戸市役所駅前すぐにある1961年（昭和36年）創業の老舗喫茶店[22]。

- 瀬戸市役所
- 覚城寺
- 喫茶アカダマ

## その他

### 日本郵便
- 郵便番号 : 489-0803[6]（集配局：瀬戸郵便局[23]）。